# Ch’ŏnji
Ch'ŏnji (kor. 천지, Ch'ŏnji; chiń. 天池; pinyin Tiānchí; dosł. „Niebiański Staw”) – jezioro na granicy Korei Północnej i Chin, w kraterze na szczycie Pektu-san, w Górach Wschodniomandżurskich. Leży na wysokości 2194 m n.p.m., zajmuje powierzchnię 9,28 km², ma objętość ok. 2 km³ a jego głębokość maksymalna sięga 373 m.
Kaldera, w której znajduje się obecnie jezioro, powstała w wyniku erupcji w roku 969. Jezioro stanowi część największego chińskiego rezerwatu przyrody Changbaishan. Obszar jeziora po północnej, chińskiej, stronie zamieszkany jest przez ludność pochodzenia koreańskiego i posiada status koreańskiej prefektury autonomicznej. 
Od czasu do czasu w mediach pojawiają się doniesienia o zauważeniu w jeziorze „potworów”, w niektórych przypadkach udało się je ponoć sfilmować.